# Etremopa
Etremopa is een geslacht van weekdieren uit de klasse van de Gastropoda (slakken).

## Soorten
- Etremopa gainesii (Pilsbry, 1895)
- Etremopa royi (Sowerby III, 1913)